# Шабельня (Гайсинський район)
Шабе́льня — село в Україні, в Дашівській селищній громаді Гайсинського району Вінницької області. Розташоване на обох берегах річки Шабельна (притока Собу) за 24 км на південний схід від міста Іллінці. Населення становить 255 осіб (станом на 1 січня 2018 р.).

## Історія
Станом на 1885 рік у колишньому власницькому селі Кальницької волості Липовецького повіту Київської губернії мешкало 306 осіб, налічувалось 41 дворове господарство, існували православна церква та школа.
За переписом 1897 року кількість мешканців зросла до 791 особи (385 чоловічої статі та 406 — жіночої), з яких 666 — православної віри, 118 — римо-католицької.
7 (20) листопада 1917 року, відповідно до Третього Універсалу Української Центральної Ради, увійшло до складу Української Народної Республіки.
12 червня 2020 року, відповідно розпорядження Кабінету Міністрів України № 707-р «Про визначення адміністративних центрів та затвердження територій територіальних громад Вінницької області», село увійшло до складу Дашівської селищної громади.
19 липня 2020 року, в результаті адміністративно-територіальної реформи і ліквідації Іллінецького району, село увійшло до складу Гайсинського району.

## Населення

### Мова
Розподіл населення за рідною мовою за даними перепису 2001 року:
| Мова            | Кількість | Відсоток |
| --------------- | --------- | -------- |
| українська      | 379       | 97.68%   |
| російська       | 7         | 1.80%    |
| румунська       | 1         | 0.26%    |
| інші/не вказали | 1         | 0.26%    |
| Усього          | 388       | 100%     |

## Галерея

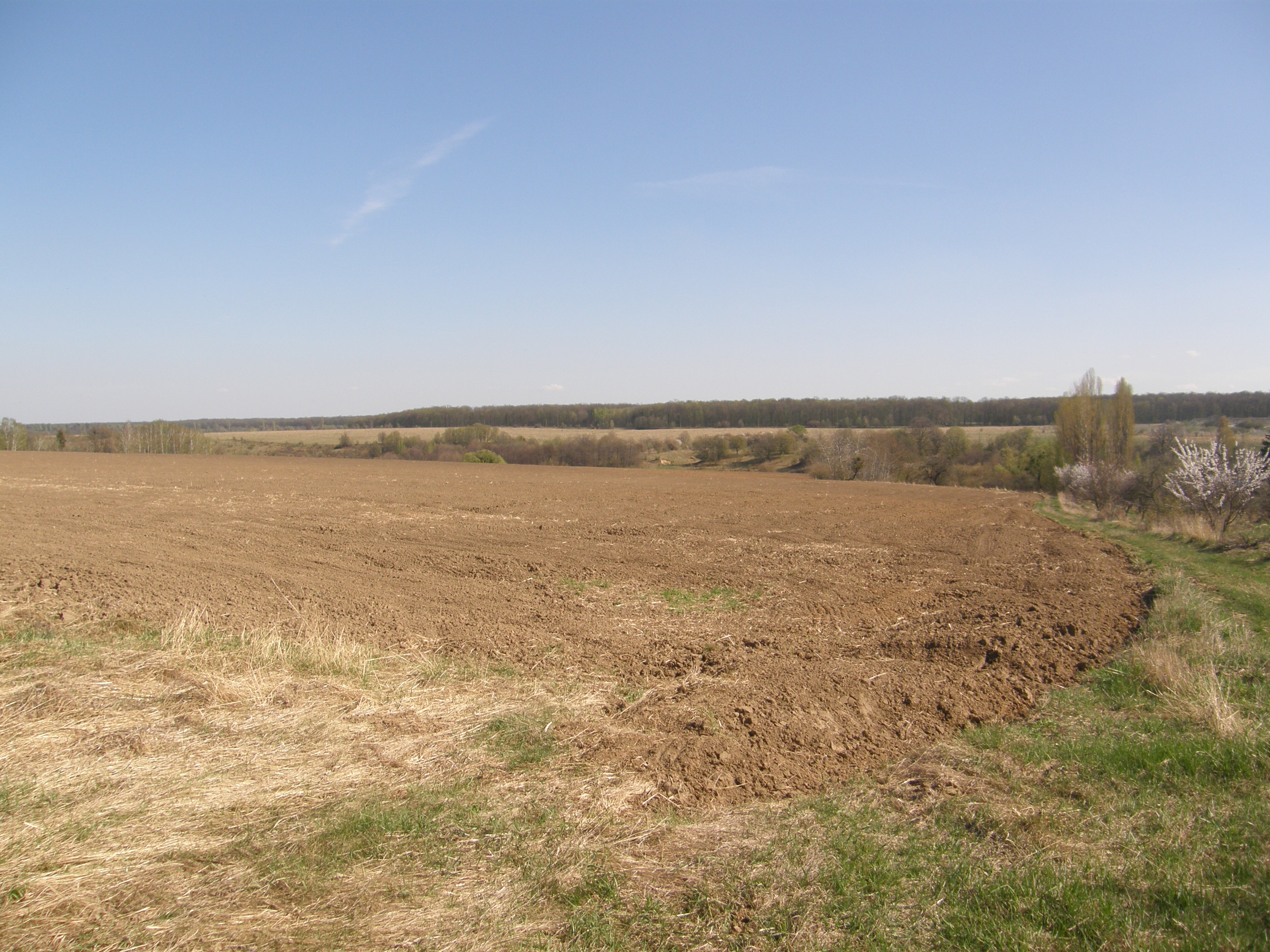
Поселення пізньої бронзи
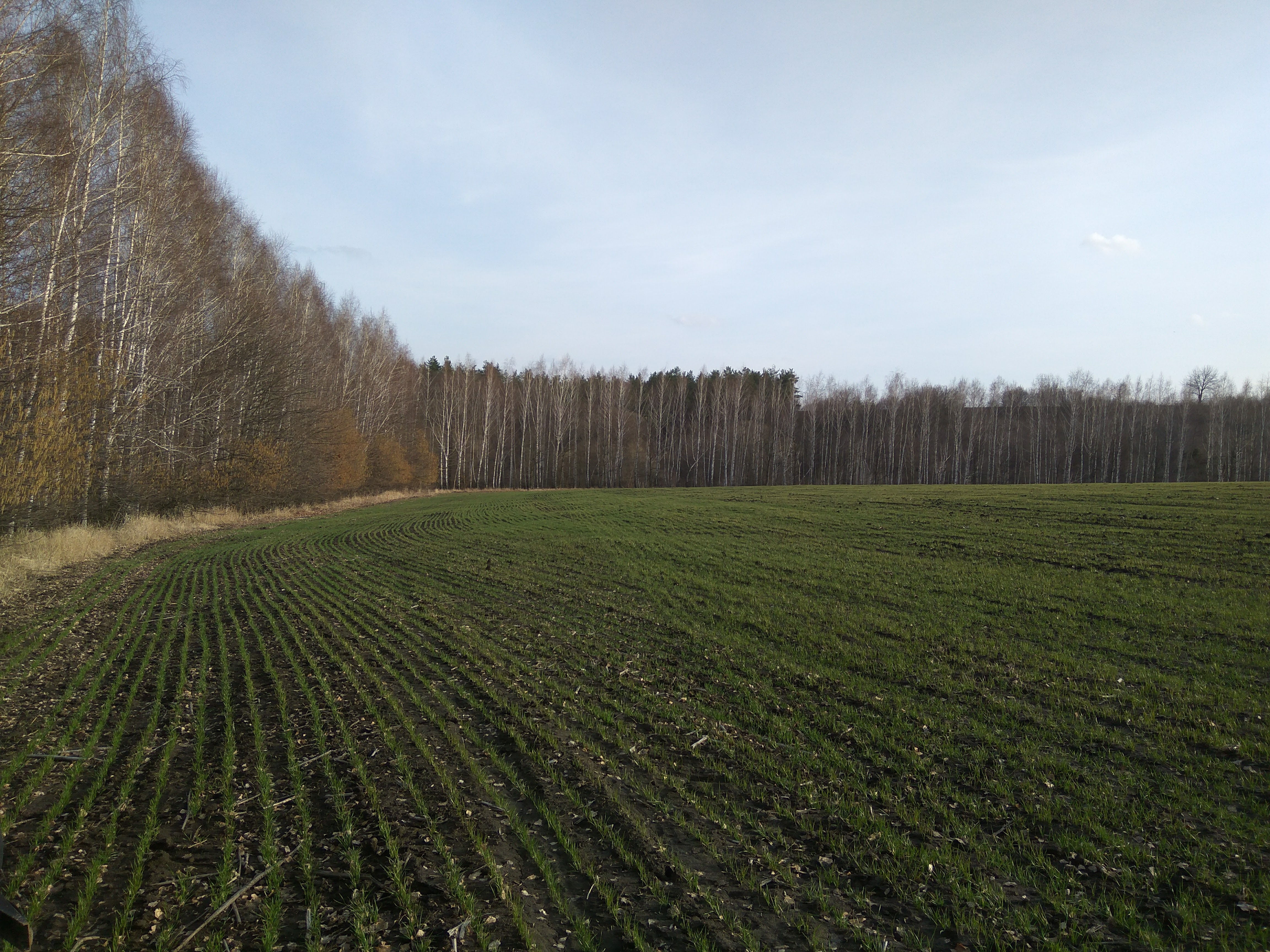
Поселення передскіфського часу
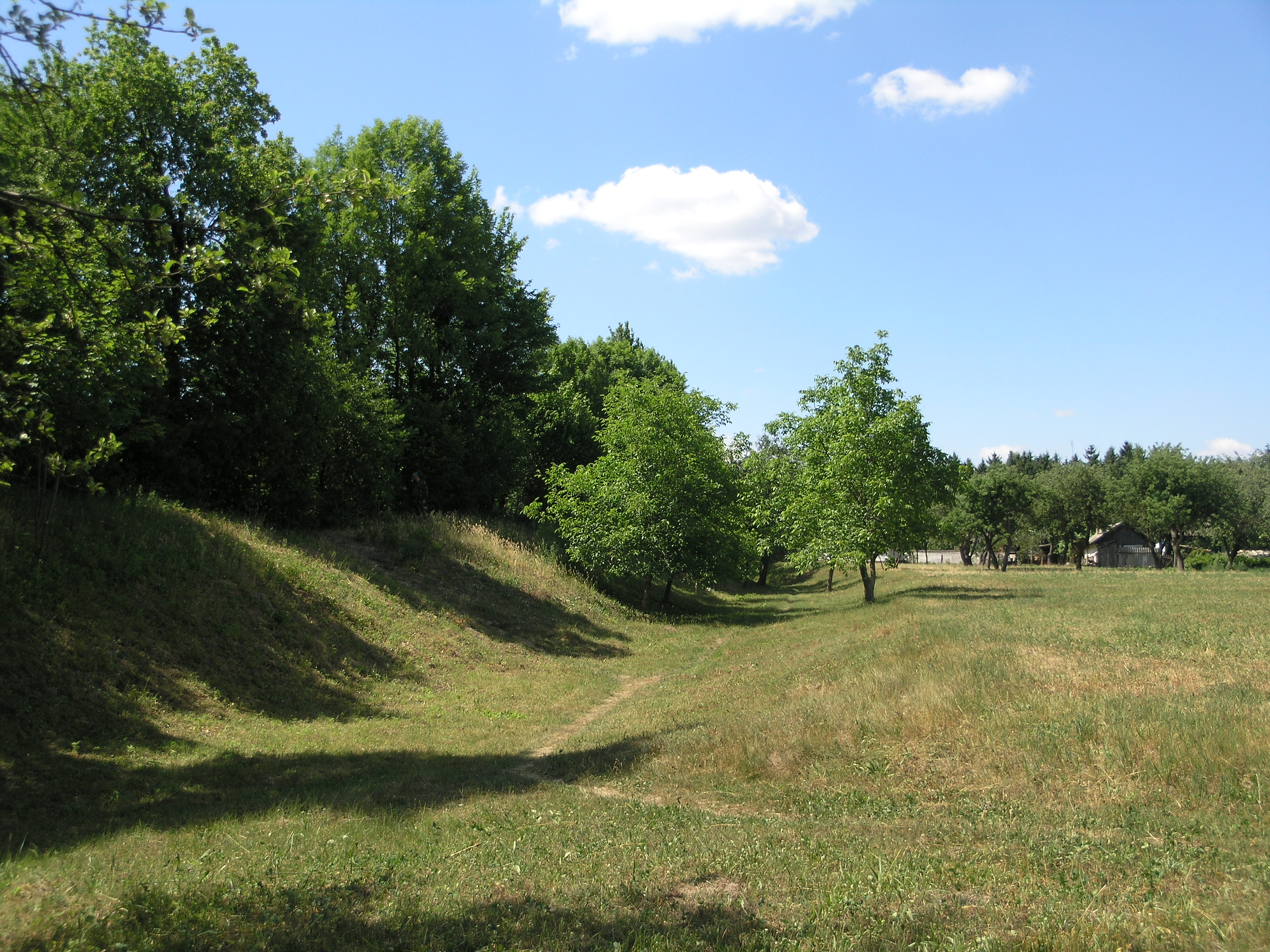
Городище скіфського часу